# Afonso Rodrigues Queiró
Afonso Rodrigues Queiró (Tamengos, Anadia, 9 de Julho de 1914 - Coimbra, 25 de Dezembro de 1995), filho de Joaquim Rodrigues Queiró e Rosa Almeida Maia, foi um jurista, professor universitário, político e jurisconsulto.

## Biografia

### Formação e Carreira Docente
Era Licenciado em Direito, na menção de Ciências Histórico-Jurídicas pela Faculdade de Direito da Universidade de Coimbra, em 1938. Como Bolseiro do Istituto per le Relazioni Culturali con l'Estero e do Instituto de Alta Cultura, matriculou-se na Faculdade de Direito da Universidade de Roma "La Sapienza", onde preparou a Dissertação com vista à Licenciatura em Ciências Político-Económicas, concluída em 1940.
Em 1942, foi nomeado 2.º Assistente da Faculdade de Direito da Universidade de Coimbra, onde desenvolveu quase toda a sua carreira profissional. Em 1944, foi nomeado 1.º Assistente da mesma Faculdade.
Realizou o Doutoramento em Direito e em Ciências Político-Económicas pela Faculdade de Direito da Universidade de Coimbra, em 1944.
Tornou-se Professor de Direito Administrativo desde 1946, e prestou provas públicas para Professor Extraordinário e para Professor Catedrático de Ciências Políticas da mesma Faculdade, ambas em 1948.

### Carreira Política
Foi Procurador da Câmara Corporativa, por designação do Conselho Corporativo.
Na IV Legislatura, de 1945 a 1949, fez parte da 20.ª Secção - Política e Administração Geral, subscrevendo ou relatando um total de cinco Pareceres: 26/IV – Feriados e dia de descanso semanal, 29/IV – Questões conexas com 
o problema da habitação, 36/IV – Regulamento das Estradas Nacionais, 37/IV – Amnistia aos crimes políticos e faltas disciplinares, do qual foi Relator, e 39/IV – Tratado do Atlântico Norte.
Na V Legislatura, de 1949 a 1953, fez parte da 20.ª Secção - Política e Administração Geral, subscrevendo ou relatando um total de vinte e quatro Pareceres: 1/V – Autorização de receitas e despesas para 1950, 4/V – Luta contra a tuberculose, 6/V – Sobre amnistia, protecção aos inválidos de guerra e revogação das leis de banimento, do qual foi Relator, 7/V – Alterações ao regime do inquilinato, 8/V – Organização dos Serviços de Registo e do Notariado, 9/V – Nova rubrica na tabela das profissões liberais para efeitos de imposto, 10/V – Autorização de receitas e despesas para 1951, 11/V – Revisão do Acto Colonial, 12/V – Revisão da Constituição Política, 14/V – Proposta de lei de autorização da emissão dum empréstimo interno de nominado «Obrigações do Tesouro, 1951», 15/V – Conservação dos edifícios escolares, 16/V – Projecto de lei de aditamento dum artigo à Constituição Política, sobre a defesa da língua, 17/V – Projecto de lei de um aditamento ao artigo 109.º da Constituição, sobre a ratificação de decretos-leis, 18/V – Projecto de proposta de lei do condicionamento das indústrias, 20/V – Regulamento Geral das Edificações, do qual foi Relator, 22/V – Autorização das receitas e despesas para 1952, 23/V – Bases da organização da defesa nacional, 24/V – Protocolo adicional ao Tratado do Atlântico Norte, 25/V – Estatuto do Turismo, 27/V – Organização geral da aeronáutica militar, 28/V – Recrutamento e serviços nas forças aéreas, 29/V – Atribuição de responsabilidades em 
casos de alcance de valores públicos, do qual foi Relator, 35/V – Lei Orgânica do Ultramar, do qual foi Relator, e 42/V – Protocolo adicional ao Tratado do Atlântico Norte.
Na VI Legislatura, de 1953 a 1957, fez parte da 12.ª Secção − Interesses de Ordem Administrativa, 1.ª Subsecção − Política e Administração Geral, subscrevendo ou relatando um total de vinte e dois Pareceres: 1/VI – Autorização de receitas e despesas para 1954, 4/VI – Tratado de Amizade e Consulta Luso-Brasileiro, 6/VI – Regime da indústria hoteleira, 7/VI – Acordo criando a Comissão de Cooperação Técnica em África ao Sul do Sara, 8/VI – Responsabilidade pelos encargos em matéria de assistência hospitalar, 9/VI – Autorização das receitas e despesas para 1955, 12/VI – Reorganização da Junta Autónoma do Porto de Aveiro, do qual foi Relator, 13/VI – Registo da propriedade automóvel, 17/VI – Assistência aos funcionários civis tuberculosos e 19/VI – Servidões militares, 21/VI – Alterações a Lei Orgânica do Ultramar, do qual foi Relator, 26/VI – Limitação da remuneração dos corpos gerentes de certas empresas, 31/VI – Autorização de receitas e despesas para 1956, 32/VI – Interpretação e extensão das isenções concedidas pela Lei n.º 2073, do qual foi Relator, 36/VI – Turismo, 42/VI – Corporações, 44/VI – Autorização das receitas e despesas para 1957, 47/VI – Alterações a introduzir na Lei n.º 2030, de 22 de Junho de 1948, 48/VI – Instituto Nacional de Sangue, 50/VI – Federações de Casas do Povo, 54/VI – Agências de viagens e 55/VI – Actividades circum-escolares.
Na VII Legislatura, de 1957 a 1961, fez parte da 12.ª Secção − Interesses de Ordem Administrativa, 1.ª Subsecção − Política e Administração Geral, subscrevendo ou relatando um total de vinte e dois Pareceres: 1/VII – Autorização das receitas e despesas para 1958, 5/VII – Autorização das receitas e despesas para 1959, 6/VII – Da nacionalidade portuguesa, 10/VII – Alteração da Constituição Política, do qual foi Relator, 13/VII – Alteração da Constituição Política, do qual foi Relator, 14/VII – Alteração da Constituição Política, do qual foi Relator, 15/VII – Alteração da Constituição Política, do qual foi Relator, 16/VII – Alteração da Constituição Política, do qual foi Relator, 17/VII – Alteração da Constituição Política, do qual foi Relator, 18/VII – Alteração da Constituição Política, do qual foi Relator, 19/VII – Alteração da Constituição Política, do qual foi Relator, 20/VII – Alteração da Constituição Política, do qual foi Relator, 22/VII – Abastecimento de água das populações rurais, 24/VII – Autorização de receitas e despesas para 1960, 25/VII – Alterações ao Código Administrativo – (Ao período do mandato dos presidentes e vice-presidentes das câmaras municipais e a outras disposições), 27/VII – Alterações ao funcionamento de vários desportos, 28/VII – Remunerações dos corpos gerentes de certas empresas, 31/VII – Plano de Viação Rural, 36/VII – Projecto de Regulamento das Estradas e Caminhos Municipais, do qual foi Relator, 38/VII – Arborização rodoviária, 41/VII – Arrendamento da propriedade rústica e 42/VII – Estatuto da Saúde e Assistência.
Na VIII Legislatura, de 1961 a 1965, foi 2. º Vice-Presidente da Mesa e do Conselho da Presidência e fez parte da 12.ª Secção − Interesses de Ordem Administrativa (1.ª Subsecção − Política e Administração Geral), subscrevendo ou relatando um total de sete Pareceres: 1/VIII – Autorização das receitas e despesas para 1962, 2/VIII – Providências destinadas a assegurar o funcionamento dos órgãos de governo do Estado da 
Índia, do qual Relator, 3/VIII – Organização judiciária, 6/VIII – Autorização das receitas e despesas para 1963, 9/VIII – Revisão da Lei n.º 2066 de 27 de Junho de 1953 (Lei Orgânica do Ultramar Português), do qual foi Relator, 13/VIII – Autorização das receitas e despesas para 1964 e 20/VIII – Autorização das receitas e despesas para 1965.
Na IX Legislatura, de 1965 a 1969, fez parte da 12.ª Secção − Interesses de Ordem Administrativa (1.ª Subsecção − Política e Administração Geral), subscrevendo ou relatando um total de treze Pareceres: 1/IX – Autorização das receitas e despesas para 1966, 2/IX – Preferência no provimento de lugares do ensino primário, 3/IX – Mar territorial e zona contígua, 4/IX – Regime jurídico da caça e do repovoamento, 5/IX – Autorização das receitas e despesas para 1967, 6/IX – Lei do Serviço Militar, 9/IX – Projecto do III Plano de Fomento, para 1968-1973 (Continente e ilhas), 11/IX – Autorização das receitas e despesas para 1968, 14/IX – Autorização das receitas e despesas para 1969, 15/IX – Alteração à lei eleitoral, do qual foi Relator, 21/IX – Alteração da legislação sindical, 24/IX – Declaração de utilidade pública das expropriações requeridas por empresas que explorem indústrias de interesse nacional, do qual foi Relator, e 25/IX – Regime jurídico das expropriações muito urgentes.
Na X Legislatura, de 1969 a 1973, fez parte da 12.ª Secção − Interesses de Ordem Administrativa (1.ª Subsecção − Política e Administração Geral), subscrevendo ou relatando um total de quinze Pareceres: 7/X – Designação pelas respectivas corporações dos vogais que fazem parte aos organismos de coordenação económica em representação das actividades por eles coordenadas, 11/X – Acordos colectivos de comercialização de 
produtos agrícolas florestais ou pecuários, 12/X – Circulação de mercadorias nacionais ou nacionalizadas entre o continente e as ilhas adjacentes, 22/X – Alterações à Constituição Política, 23/X – Alterações à Constituição Política, 24/X – Alterações à Constituição Política, 25/X – Liberdade religiosa, 27/X – Lei de Imprensa, 29/X – Convenção sobre Igualdade de Direitos e Deveres entre Brasileiros e Portugueses, 31/X – Autorização das receitas e despesas para 1972, 37/X – Organização judiciária, 38/X – Emprego de trabalhadores estrangeiros, 39/X – Revisão da Lei Orgânica ao Ultramar, 44/X – Autorização das receitas e despesas para 1973 e 53/X – Publicidade do tabaco.
Na XI Legislatura, de 1973 a 1974, fez parte da 12.ª Secção − Interesses de Ordem Administrativa (1.ª Subsecção − Política e Administração Geral), subscrevendo ou relatando um total de um Parecer: 1/XI – Autorização das receitas e despesas para 1974.

### Actividades
Realizou várias conferências e lições da sua especialidade em Santiago de Compostela e Madrid, em Espanha, e na Beira, em Moçambique.
Foi Membro do Instituto Internacional de Ciências Administrativas e da Academia de Direito Comparado.
Participou em vários Congressos em Portugal e no Estrangeiro.
Foi Membro de várias Academias Científicas Nacionais e estrangeiras, e foi, também, Co-Fundador e Membro do respectivo Conselho de Redacção da Revista de Direito e de Estudos Sociais de 1945 a 1946 e de 1950 a 1951, e Membro da Redacção da Revista de Legislação e Jurisprudência.
Foi Vogal da Comissão de Domínio Público Marítimo, Membro da Comissão de Peritos para a Aplicação das Convenções e Recomendações da Organização Internacional do Trabalho, em Genebra, Juiz do Tribunal Permanente de Arbitragem, em Haia, Perito do Secretário-Geral da Organização das Nações Unidas, em Nova Iorque, Presidente do Conselho Jurisdicional da Federação Portuguesa de Futebol e Presidente da Junta de Turismo da Curia.
Desde 1957, tornou-se Membro do Senado Universitário de Coimbra e, de 1959 a 1962, foi Professor-Secretário. Desde 1965, tornou-se Director da Faculdade de Direito da Universidade de Coimbra, sendo, nessa qualidade, Presidente dos Conselhos de Administração da Fundação Rangel de Sampaio e da Fundação José Alberto dos Reis, Director do Gabinete de Estudos Sociais e Corporativos da mesma Faculdade de Direito e Membro da Direcção do Centro de Direito Comparado da Universidade de Coimbra.
Foi, ainda, membro da Comissão Central da Acção Nacional Popular entre 1970 e 1973.
Depois da Revolução de 25 de Abril de 1974, foi afastado compulsivamente da Função Pública. Reintegrado em 1978, voltou à Universidade de Coimbra, mantendo a Regência de Direito Administrativo, que manteve até ao limite de idade, em 1984, ano em que foi Jubilado. Entre 1980 e 1984 foi Presidente do Conselho Científico da Faculdade de Direito. Foi, ainda, autor do Projecto de Estatutos da Universidade Católica Portuguesa, de cujo Conselho Superior foi Membro.

### Obras Publicadas
Publicou: 
- Os Fins do Estado, 1938[1]
- Reflexões sobre a Teoria do Desvio de Poder em Direito Administrativo, 1940[1]
- O Poder Discricionário da Administração, 1944[1]
- Ciências do Direito e Filosofia do Direito, 1944[1]
- O Novo Direito Constitucional Português, 1945[1]
- Da Sociedade das Nações à Organização das Nações Unidas, 1946[3]
- Teoria dos Actos do Governo, 1948[1]
- O Fundamento do Direito Internacional, 1948[1]
- As Relações entre a Ordem Jurídica Internacional e a Ordem Jurídica Interna, 1949[4]
- O Direito à Greve, 1950[3]
- etc.[3]

### Família
Foi casado com Maria Emília de Almeida Cortez Queiró (1924-2013). Foi pai do antigo Eurodeputado Luís Queiró, do professor universitário José Queiró, do antigo Deputado e Secretário-Geral do CDS-PP Manuel Queiró, do antigo Secretário de Estado do Ensino Superior João Queiró, de Maria Clara Queiró e de António Queiró.